# Arantina
Arantina är en kommun i Brasilien.   Den ligger i delstaten Minas Gerais, i den sydöstra delen av landet, 800 km sydost om huvudstaden Brasília. Antalet invånare är 2 823.
I omgivningarna runt Arantina växer huvudsakligen savannskog. Runt Arantina är det ganska glesbefolkat, med 22 invånare per kvadratkilometer.